# سلطان برغش
سلطان برغش (مواليد 18 يناير 1989، لاعب كرة قدم إماراتي يجيد اللعب في الوسط.
لعب سابقاً مع نادي الجزيرة ونادي حتا ونادي بينونة.